# جيمس هيرسي
جيمس هيرسي (بالإنجليزية: James Hersey)‏ هو مغني وعازف قيثارة أمريكي، ولد في 15 يوليو 1988 في فيينا في النمسا.

## وصلات خارجية
- الموقع الرسمي
- جيمس هيرسي على موقع ميوزك برينز (الإنجليزية)
- جيمس هيرسي على موقع أول ميوزيك (الإنجليزية)
- جيمس هيرسي على موقع ديسكوغز (الإنجليزية)